# Kita Sadakichi

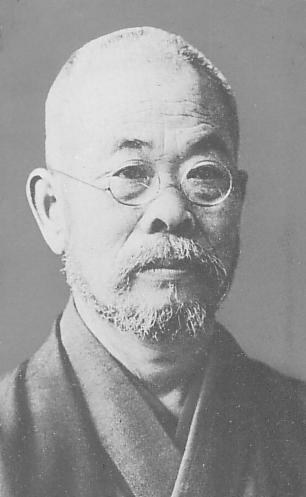
Kita Sadakichi

Kita Sadakichi (japanisch 喜田 貞吉; geboren 24. Mai 1871 in Kushibuchi (Präfektur Tokushima); gestorben 3. Juli 1939) war ein japanischer Historiker.

## Leben und Wirken
Kita Sadakichi wurde als Sohn eines Bauern geboren. Er besuchte die „3. Höhere Schule“ und begann im Alter von 23 Jahren das Fach Geschichte an der „Teikoku daigaku bunka daigaku“ (帝国大学文科大学), einer der Vorläufereinrichtungen der heutigen Universität Tokio, zu studieren. Nach dem Abschluss arbeitete er im Kultusministerium (文部省, Mombushō), wo er mit der Zertifizierung und dem Schreiben von Lehrbüchern beschäftigt war. 1899 gründete er die „Gesellschaft für die Erforschung der Geschichtsgeographie“ (日本歴史地理研究会, Nihon rekishi chiri kenkyūkai). Im Zusammenhang mit der Auseinandersetzung zur Geschichte der Nord-Süd-Höfe (南北朝正閏論, Nambokuchō seijun-ron) musste er seine Arbeit im Kultusministerium aufgeben. Er wurde später Professor an der Universität Kyōto und Dozent an der Universität Tōhoku.
Kitas Forschungsgebiet konzentriert sich auf die alte Geschichte, aber er war breit interessiert, so an Themen wie der historischen Geographie der Edo-Zeit und an den ungelösten Problemen mit den Burakumin, die z. B. als Metzger zwar notwendig, aber wegen ihrer blutigen Tätigkeit geächtet waren. Darüber hinaus widerlegte er die Theorie der Rekonstruktion des Hōryūji-Tempels des Architekturhistorikers Sekino Tadashi (関野 貞; 1868–1935), die Theorie des Archäologen Takahashi Kenji (高橋健自; 1871–1929) in Bezug auf die Datierung der Kofun (古墳), die Theorie des Archäologen Hamada Kosaku (浜田耕作; 1881–1931) in Bezug auf die Datierungsmethode alter Grabhügel, der Kofun (古墳). Es ist auch überliefert, dass er mit dem jungen Archäologen Yamanouchi Sugao (1902–1970) über das Ende der Steinzeit stritt, wie er auch mit anderen Gelehrten Auseinandersetzungen hatte.
Zu Kitas Schriften gehören „Kokumin no kyōiku“ (国民之教育) – „Die Bildung des Volkes“ 1910. Herausgegeben wurden 1940 „Hōryūji ronkō“ (法隆寺論攷) – „Abhandlung über den ‚Hōryū-ji‘“ und 1968 „Tokushu buraku kenkyū“ (特殊部落研究) – „Spezielle Buraku-Forschung“.